# Kanton Corlay
Kanton Corlay (fr. Canton de Corlay) je francouzský kanton v departementu Côtes-d'Armor v regionu Bretaň. Tvoří ho pět obcí.

## Obce kantonu
- Corlay
- Le Haut-Corlay
- Plussulien
- Saint-Martin-des-Prés
- Saint-Mayeux